# Spinitectoides berlandi
Spinitectoides berlandi is een rondwormensoort uit de familie van de Cystidicolidae. De wetenschappelijke naam van de soort is voor het eerst geldig gepubliceerd in 1969 door Petter.